# 베른의 전투
베른의 전투(Battle of Berne) 또는 베른의 난투극은 헝가리 축구 국가대표팀과 브라질 축구 국가대표팀의 1954년 FIFA 월드컵 8강전 경기를 이르는 용어로, 1954년 6월 27일 스위스 베른의 방크도르프슈타디온에서 열렸으며, 헝가리가 브라질을 4-2로 꺾었다.
경기 도중 지속적으로 발생한 선수들간의 폭행과 다툼으로 주심인 아서 에드워드 엘리스가 총 3명의 선수를 퇴장시켰으며, 경기가 종료된 뒤에도 라커룸에서 선수들간의 다툼이 계속되었다.

## 배경
1조에 속해 있었던 브라질은 조별 라운드 동안 총 6골을 득점했으며, 2조에 속해 있었던 헝가리는 조별 라운드 동안 총 17골을 득점했다.
대회간 브라질은 매력적인 공격 축구를 선보이는 것으로 명성이 자자했다. 브라질은 1차전에서 멕시코를 5-0으로 꺾고, 2차전에서 유고슬라비아를 상대로 무승부를 거두었다. 유고슬라비아가 1차전에서 프랑스를 상대로 1-0으로 승리했기 때문에 두 팀 모두 승점 3점으로 동률을 이루었으며, 1위를 결정짓기 위해 두 팀은 연장전을 진행했지만 승부가 나지 않아 결국 브라질이 조 1위로 올라가게 되었다.
또한 헝가리는 당시 유럽 국가들 중 혁신적인 전술과 선수 지도를 구사하는 팀이었으며, 그들의 유기적이고 탁 트인 축구 스타일은 그들이 4년 동안 치러진 모든 A매치에서 무패 행진을 계속해 올 수 있었던 원동력이 되었다. 헝가리는 1차전에서 대한민국을 상대로 9-0 대승을 거두었으며, 2차전에서도 서독을 8-3으로 꺾으며 여유있게 조 1위를 확정지었다.

## 경기 진행
| 헝가리                                               | 4 : 2  | 브라질                                  |
| ---------------------------------------------------- | ------ | --------------------------------------- |
| 히데그쿠티 4′ · 코치시 7′, 88′ · 런토시 60′ (페널티) | 리포트 | 자우마 산투스 18′ (페널티) · 줄리뉴 65′ |

| 헝가리 | 브라질 |

| 헝가리:         |    |                   |              |
|                 |    |                   |              |
| GK              | 1  | 그로시치 줄러     |              |
| DF              | 2  | 부잔스키 예뇌     |              |
| MF              | 3  | 로란트 줄러       |              |
| DF              | 4  | 런토시 미할리     | 60′ (페널티) |
| DF              | 5  | 보지크 요세프     | 71′          |
| MF              | 6  | 저커리아시 요세프 |              |
| FW              | 7  | 토트 요제프       |              |
| FW              | 8  | 코치시 샨도르     | 7′, 88′      |
| FW              | 9  | 히데그쿠티 난도르 | 4′           |
| FW              | 11 | 치보르 졸탄       |              |
| FW              | 20 | 토트 미하이       |              |
| 감독:           |    |                   |              |
| 셰베시 구스타브 |    |                   |              |

| 브라질:       |    |               |              |
|               |    |               |              |
| GK            | 1  | 카스티뉴      |              |
| DF            | 2  | 자우마 산투스 | 18′ (페널티) |
| DF            | 3  | 니우통 산투스 | 71′          |
| DF            | 4  | 브란다웅지뉴  |              |
| MF            | 5  | 핀헤이류      |              |
| MF            | 6  | 바우어        |              |
| FW            | 7  | 줄리뉴        | 65′          |
| FW            | 8  | 지지          |              |
| FW            | 9  | 발타자르      |              |
| FW            | 17 | 마우리뉴      |              |
| FW            | 18 | 움베르투 토치 | 79′          |
| 감독:         |    |               |              |
| 제제 모레이라 |    |               |              |

### 과정
경기는 폭우 속에서 진행되었으며, 경기장이 미끄러워 선수들이 공을 컨트롤하기 어려운 상태가 되었다. 헝가리는 경기 시작 3분만에 히데그쿠티 난도르의 득점으로 앞서갔으며, 이 과정에서 브라질의 수비수가 히데그쿠티의 유니폼 하의를 찢어버려 경기가 과열되는 단초를 제공했다. 이후 헝가리는 4분 뒤 코치시 샨도르의 추가 득점으로 2-0을 만들었고, 브라질은 자우마 산투스가 페널티킥을 성공시켜 한 골을 따라붙으며 전반전을 마쳤다.
후반전이 시작되자, 헝가리는 런토시 미하이가 페널티킥을 성공시켜 3-1을 만들며 다시 2점차로 앞서갔으며, 이 과정에서 이의를 제기한 브라질 측 기자들과 축구협회 임원들이 경기장 진입을 시도하다 경찰에 의해 경기장 밖으로 쫓겨나게 되었다. 이후 경기는 점차 과열되었고, 폭력적인 반칙이 속출했다. 브라질은 줄리뉴의 골로 1점차로 따라붙으며 다시 추격을 시도했으며, 이후 보지크 요제프가 니우통 산투스에게 반칙을 한 것이 양 선수간의 싸움으로 번져 결국 양 선수 모두 퇴장당했다. 그 뒤 헝가리는 코치시 샨도르가 1골을 추가시키며 4-2를 만들었다. 경기 종료 시간이 다가올수록 양 팀간의 격렬한 반칙은 심해졌고, 움베르투 토치가 로란트 줄러를 발로 걷어차며 퇴장당했다. 그 뒤 경기가 종료되었다.
경기 중 총 42번의 프리킥과 2번의 페널티킥이 나왔으며, 선수들 중 4명에게는 경고가 주어지고 3명은 퇴장당했다.
경기가 종료된 이후에도 양 팀간의 싸움은 계속되었으며, 경기장 밖으로 나오던 핀헤이류가 헝가리 관중석 쪽에서 날아온 병에 맞아 쓰러지자 브라질 선수단이 헝가리 선수단의 라커룸에 들어가 난투극을 벌였다. 양 팀 모두 해당 사건에 대해 증언할 수 있는 증인 및 증거들이 있었지만, FIFA는 이에 대해 아무런 조치를 취하지 않았다.

## 경기 후
경기의 주심을 맡은 아서 에드워드 엘리스는 다음과 같은 말을 남겼다.
| “ | 내가 심판을 본 경기 중 가장 이색적이었다. 그들이 어떠한 정치적, 종교적 신념을 가지고 있는지는 모르겠지만, 그들은 마치 동물처럼 행동했다. 수치스럽다. 끔찍한 경기였다. 오늘의 우중충한 날씨가 선수들에게 좋지 않은 영향을 주어 퇴장을 유발시켜 경기를 망쳤다. | ” |

1954년 6월 28일 현장에 특파된 타임스의 특파원도 "그들은 지금까지 본 적이 없었던 마치 낫으로 상대 선수의 다리를 자르려는 듯한 과격한 태클을 선보였고, 심판이 보지 못하는 사이 위협적인 태도와 교묘한 반칙을 수시로 연출했다."며 같은 결론을 내렸다.
당시 난투극으로 얼굴에 4바늘을 꿰멘 헝가리 축구 국가대표팀의 감독인 셰베시 구스타브는 "잔인하고 흉포한 경기였다. 마치 전쟁과도 같았다."고 당시 경기에 대해 진술했으며, "우리는 4-2로 경기에서 승리했지만, 경기 후 브라질의 사진 작가들과 팬들이 경기장에 난입해 결국 경찰이 투입되면서 가까스로 진정되었다. 선수들은 경기 후 통로를 빠져나가면서 서로 충돌했으며, 라커룸에서 난투극을 벌여 선수와 팬, 관계자들이 모두 말려들었다."고 회고했다.

## 같이 보기
- 보르도의 전투
- 산티아고의 전투
- 뉘른베르크의 전투